# Mykelti Williamson
Michael T. Williamson (St. Louis, 4 de março de 1957) é um ator estadunidense.
É conhecido pelos papéis de: Benjamin Buford "Bubba" Blue, no filme Forrest Gump, e Mike "Baby-O" O'Dell, no filme Con Air.
Também trabalhou em Justified, Free Willy, Heat, Lucky Number Slevin, Três Reis, Black Dynamite, Buffalo Soldiers, The Final Destination, The Purge: Election Year, entre outros, e fez parte do elenco da peça teatral Fences, na montagem de 2016.